# Elia Espen
Elia Espen   (3 de juliol de 1931) és una activista pels drets humans argentina, integrant de l'organització Madres de Plaza de Mayo Línea Fundadora.

## Biografia
Va néixer en 1931 al si d'una família treballadora, filla d'un obrer italià socialista que va recalar a Argentina escapant de la persecució del règim feixista de Benito Mussolini.
El 18 de febrer de 1977 el seu fill, Hugo Orlando Miedan Espen, va ser segrestat pel règim dictatorial que va governar el país entre 1976 i 1983 i portat al centre clandestí de detenció i tortura El Atlético. Des de llavors es troba desaparegut.
El 2011, Elia Espen va ser declarada Personalitat Destacada dels Drets Humans per part de la Legislatura de la Ciutat Autònoma de Buenos Aires. El 2014 va ser homenatjada pel Centre d'Estudiants de Ciències Socials de la Universitat de Buenos Aires en reconeixement de la seva lluita pels drets humans, contra la repressió i la impunitat. El 2017 va rebre, de part de la Facultat d'Arquitectura, Disseny i Urbanisme de la Universitat de Buenos Aires, el lligall del seu fill, que hi era estudiant d'arquitectura. El 2019 el Club de Gimnasia y Esgrima La Plata la va nomenar Sòcia Honorària «per la seva indestructible i constant lluita en la recerca de la Memòria, la Veritat i la Justícia».
Com a part del col·lectiu de Madres manté una militància activa i participa en diferents esdeveniments en suport a causes relacionades amb els drets humans.